# Гермес, завязывающий сандалию
«Привязывающий сандалию» — несколько мраморных скульптур, скопированных мастерами Римской империи с утраченного бронзового оригинала IV века до н. э. (круг Лисиппа).
Первой из них стала известна статуя из Лувра, приобретённая в 1685 году Людовиком XIV для Версальского дворца у наследников кардинала Перетти ди Монтальто (племянника Сикста V). Второй вариант того же сюжета нашёл на вилле Адриана шотландец Гэвин Гамильтон; эта статуя находится в собрании Новой глиптотеки Карлсберга. Ещё одна статуя из Тиволи была приобретена первым королём Баварии для Мюнхенской глиптотеки.
Фигура привязывающего сандалии традиционно интерпретируется как Гермес, хотя с равной вероятностью она может изображать Тесея или Ясона. Во всяком случае, традиционные атрибуты Гермеса здесь отсутствуют. Во Франции мотивы этой скульптурной композиции разрабатывали такие мастера, как Пигаль и Франсуа Рюд.